# Wu Xingjiang
Wu Xingjiang, född den 25 maj 1957, är en kinesisk handbollsspelare.
Hon tog OS-brons i damernas turnering i samband med de olympiska handbollstävlingarna 1984 i Los Angeles.